# جويل سامي
جويل سامي (بالفرنسية: Joël Sami)‏ (مواليد 13 نوفمبر 1984 في مونتفيرميل - فرنسا) لاعب كرة قدم كونغولي ديمقراطي يلعب حاليا لصالح نادي الدرجة الأولى نانسي الفرنسي منذ 2008 في مركز قلب الدفاع .

## روابط خارجية
- جويل سامي على موقع رابطة كرة القدم الفرنسية للمحترفين (الإنجليزية)
- جويل سامي على موقع قاعدة بيانات كرة القدم.إي يو (الإنجليزية)
- جويل سامي على موقع ناشيونال فوتبول تيمز (الإنجليزية)
- جويل سامي على موقع Soccerway.com (الإنجليزية)
- جويل سامي على موقع عالم كرة القدم.نت (الإنجليزية)
- جويل سامي على موقع كووورة
- جويل سامي على موقع AS.com (الإسبانية)